# Co si ušít do výbavy
Co si ušít do výbavy, v anglickém originále How to Make an American Quilt, je americký film režiséra Jocelyna Moorhouse z roku 1995 s Winonou Ryderovou, Mayou Angelouovou, Ellen Burstynovou a Anne Bancroftovou v hlavních rolích. Jeho námětem se stal stejnojmenný román Whitney Ottové.

## Děj
Ústřední motiv snímku tvoří vyprávění několika žen v tzv. quiltovém kroužku při výrobě svatebního daru - quiltu pro vnučku jedné z nich, Finn Doddovou (Winona Ryderová). Finn je postgraduální studentka na univerzitě v Berkeley, která je právě na návštěvě u své babičky Hy (Ellen Burstynová) a pratety Glady Joe (Anne Bancroftová) v městečku Grasse v Kalifornii. Finn právě pracuje na své diplomové práci.

## Hrají
- Winona Ryderová .... Finn Doddová
- Anne Bancroftová .... Glady Joe Clearyová
- Ellen Burstynová .... Hy Doddová
- Kate Nelliganová .... Constance Saundersová
- Alfre Woodardová .... Marianna
- Jared Leto .... Beck
- Mykelti Williamson .... Winston (Marianniana spřízněná duše)
- Kaelynn a Sara Craddickovi .... mladá Finn
- Kate Capshawová .... Sally, Finnina matka
- Adam Baldwin .... Finnin otec
- Dermot Mulroney .... Sam
- Maya Angelouová .... Anna
- Johnathon Schaech... Leon
- Lois Smithová .... Sophia Darling Richardsová
- Loren Dean .... Preston Richards
- Jean Simmonsová .... Em Reed
- Denis Arndt .... James
- Paige a Ryanne Kettnerovi .... malá Evie a Duff
- Rip Torn .... Arthur Cleary
- Samantha Mathisová .... mladá Sophia Darling Richardsová
- Claire Danesová .... mladá Glady Joe Clearyová
- Lecy Goransonová .... mladá Hy Doddová